# Arctides guineensis
Arctides guineensis is een tienpotigensoort uit de familie van de Scyllaridae. De wetenschappelijke naam van de soort is voor het eerst geldig gepubliceerd in 1799 door Spengler.